# Bartolomeo I. della Scala

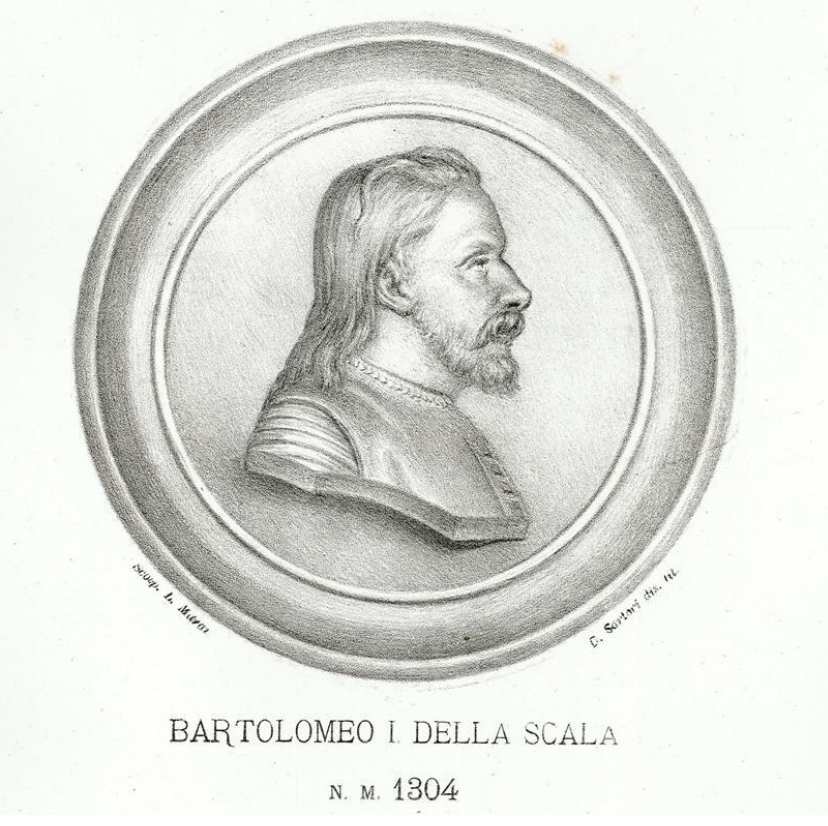
Bartolomeo I. della Scala (Giulio Sartori 1883)

Bartolomeo I. della Scala († 7. oder 8. März 1304 in Verona) war Herr von Verona. Er war zwischen 1301 und 1304 der zweite Herrscher aus der Signoria der Scaliger.

## Leben
Bartolomeo war der erstgeborene Sohn von Alberto I. della Scala und seiner Ehefrau Verde di Salizzole. Sein Geburtsdatum ist unbekannt, er dürfte aber spätestens in den 1270er Jahren geboren seien.
Eine der ersten gesicherten Angaben über ihn, ist seine am 30. September 1291 vollzogene Heirat mit Constanze, Tochter des Konrad von Antiochia einem Enkel von Friedrich II. Eine von seinem Vater aus politischem Kalkül eingespielte Verbindung. In einigen Quellen wird er ab 1290 an der Seite seines Vaters als Mitregent erwähnt. Nach Carrara soll Bartolomeo um 1293 auf Wunsch seines Vaters zum Capitano del Popolo ernannt worden sein, um ihn als zukünftigen Nachfolger einzuführen. Sicher scheint, dass er als Erstgeborener bereits früh auf zukünftige Führungsaufgaben vorbereitet wurde und sein Vater ihn an den Regierungsgeschäften beteiligte.
1294 wurde er zusammen mit seinem Bruder Cangrande zum Ritter geschlagen und war damit einer der ersten aus der Familie della Scala, dem dieser Ritus zuteilwurde. Mit dem Ritterschlag wurde ihm von seinem Vater auch militärische Aufgaben anvertraut. So führte er im Februar 1297 einen Feldzug gegen den Bischof von Trient an, um den vom Bischof bedrängten Verbündeten der Scaliger, Guglielmo di Castelbarco, zu unterstützen. 1299 zog er gegen Mantua, um Bardellone Bonacolsi zu stürzen, der sich mit den Este aus Ferrara verbündet hatte und an dessen Stelle den Neffe Guido Bonacolsi als Herr von Mantua einzusetzen. Das daraus resultierende Bündnis mit Mantua war eine der Stützen in der Außenpolitik der Scaliger für die nächsten dreißig Jahre und wurde mit der Hochzeit seiner Schwester Costanza della Scala, die in erster Ehe mit dem 1293 verstorbenen Obizzo II. d’Este verheiratet war, mit Guido Bonacolsi am 9. Juli 1299 besiegelt.
Mit dem Tod seines Vaters Alberto I. della Scala am 3. September 1301 trat er ungestört dessen Nachfolge in der Signoria von Verona an.
Am 24. Dezember des gleichen Jahres unterzeichnete er in Verona den Frieden mit dem Meinhardiner und Grafen von Tirol Otto, mit dem die Scaliger und ihr Verbündeter Guido Bonacolsi seit dem Sommer im Streit um Gebietsansprüche im südlichen Trentino im Krieg lagen. Mit dem Friedensschluss konnte auch der von Otto aus Trient vertriebene Filippo Bonacolsi, Onkel von Guido Bonalcosi sowie Bischof von Trient, nach Trient zurückkehren.
Im Bezug zu den Viscontis aus Mailand und der Republik Venedig, den beiden großen Nachbarn Veronas unterschied sich die Politik Bartolomeos von der seines Vaters. Auch wenn sie insgesamt als zurückhaltend und vorsichtig gegenüber diesen beiden Mächten beurteilt werden kann, verlängerte er beispielsweise den 1302 ausgelaufenen Friedensvertrag mit der Lagunenstadt nicht. Zum angespannten Verhältnis mit Venedig trug auch seine Hochzeit mit Agnese del Dente aus Padua im April 1303 bei, nachdem seine erste Ehefrau vorher zu einem nicht bekannten Zeitpunkt gestorben war.
Gegenüber Matteo I. Visconti unterstützte er zunächst dessen Widersacher, die Della Torre und schloss im September 1302 ein Bündnis mit deren Verbündeten, dem Herren von Piacenza, Alberto Scotti. Aber bereits kurze Zeit später wechselte er die Seiten und unterstützte Matteo I. Visconti. Die Flucht des Visconti nach Nogarole Rocca in der Nähe von Verona unterstreicht das wiedergefundene Bündnis mit den Scaligern.
Innenpolitisch setzte er die bereits unter Alberto I. begonnene Festigung der Scaliger-Herrschaft geschickt und ohne Blutvergießen durch eine Reihe von legislativen Änderungen fort. Er starb am 7. oder 8. März 1304 und hinterließ zwei Kinder, Franceschino genannt Chichino aus erster Ehe mit Costanze d’Antiochia und den unehelichen Bailardino.
Von zeitgenössischen Chronisten wurde Bartolomeo I. della Scala als friedfertig, gerecht und religiös beschrieben. Dem positiven Urteil über ihn schloss sich auch Dante Alighieri an, der zwischen Ende 1303 und Anfang 1304 nach seiner Flucht aus Florenz am Hof Bartolomeos Aufnahme fand und Bartolomeo im 17. Gesang des Paradieses der Göttlichen Komödie als „Großen Lombarden“ pries.
Die von Luigi da Porto verfasste Novelle Romeo und Julia und wohl auch die von Matteo Bandello verfasste Novelle über dasselbe Liebespaar spielen sich während der Regierungszeit von Bartolomeo I. della Scala ab.